# Herma (Xenakis)

Herma, sous-titré musique symbolique pour piano, est une œuvre pour piano de Iannis Xenakis, composée en 1960-1961.

## Histoire
Lors d'un passage au Japon, Iannis Xenakis fait la connaissance du pianiste Yūji Takahashi et décide de composer sa première œuvre pour piano seul. Pour ce faire, il s'inspire de l'algèbre des ensembles. La pièce relève de la musique aléatoire et exige beaucoup d'énergie de la part de l'interprète.
Le titre vient du grec ἕρμα, qui signifie « lien », « fondation » ou « embryon ».
Herma est créé le 2 février 1962, à Tokyo, par Yūji Takahashi au piano.

## Analyse
Iannis Xenakis est parti d'une fonction booléenne, en choisissant une expression à dix opérations. 
Le musicologue Célestin Deliège a résumé sa méthode de composition pour Herma :

« Xenakis s'appuie sur trois algèbres: la première par laquelle sont pratiquées les opérations hors temps comprenant les hauteurs; la seconde, algèbre temporelle, où les événements s'incarnent sur la base du temps métrique, organisant statistiquement les durées; la troisième, algèbre en temps combinant les deux précédentes, mettant en relation les mouvements sonores dans leur mouvance. »

Sa durée d'exécution est d'à peu près dix minutes.

## Discographie
- Georges Pludermacher (1968, EMI Classics/Warner Music) (OCLC 796307310)
- Geoffrey Douglas Madge (1977, BVHaast) (OCLC 234135207)
- Yuji Takahashi (21-22 mai 1976, Denon CO1052) (OCLC 420504624 et 658456062)
- Aki Takahashi (24-25 février 1999, Mode Records 80) (OCLC 233003028)
- Claude Helffer (1991, « Musique de chambre, 1955-1990... » 2CD WDR-Köln/Naïve Records-Montaigne) (OCLC 850883876)
- Leon Michener (2002, FMR Records) (OCLC 122931821)
- Marc Ponthus (7-8 mars 2002, Neuma Records) (OCLC 323324556 et 225698099)
- Daniel Grossmann (2008, Neos) (OCLC 731151189)
- Stéphanos Thomopoulos (2010, Timpani 1C 1232) (OCLC 922907257)